# 東ゆみこ
東 ゆみこ（ひがし ゆみこ、1968年 - ）は、日本の文学研究者、文筆家。

## 人物・来歴
千葉県生まれ。旧姓・佐藤、本名・東由美子。学習院大学大学院人文科学研究科博士前期課程で神話学・日本文学、お茶の水女子大学大学院博士課程で比較文化学を専攻。2008年「古代日本の神話論理の研究-「空間所有」と「聖婚」をめぐる諸問題」で日本女子大学学術博士。東京大学大学院人文社会系研究科附属次世代人文学開発センター特任助教、東京大学大学院DNP学術電子コンテンツ研究寄付講座特任講師、学習院女子大学・都留文科大学・東京外国語大学非常勤講師をへて、現在、国際ファッション専門職大学教授。

## 著書
- 『クソマルの神話学』青土社 2003
- 『猫はなぜ絞首台に登ったのか』光文社新書　2004
- 『大人のための仏教童話 人生を見つめなおす10の物語』光文社新書　2009

### 監修
- 『「世界の神々」がよくわかる本 ゼウス、アポロンからシヴァ、ギルガメシュまで』造事務所著 PHP文庫　2005
- 『世界の「神獣・モンスター」がよくわかる本 ドラゴン、ペガサスから鳳凰、ケルベロスまで』造事務所編著 PHP文庫　2007
- 『神々のからさわぎ 日本神話編』東京書籍 きゅんきゅんくる!教養 2012
- 『星座の伝説大図鑑 夜空が楽しくなる 星になった神々の物語』PHP研究所 2012
- 『神々のからさわぎ 世界の神話編』東京書籍 きゅんきゅんくる!教養 2013

### 翻訳
- ジョン・シャーウッドスミス『海からの花嫁 ギリシア神話研究の手引き』吉田敦彦,佐藤由美子訳 法政大学出版局 1998